# Amphiodia microplax
Amphiodia microplax är en ormstjärneart som beskrevs av Burfield 1924. Amphiodia microplax ingår i släktet Amphiodia och familjen trådormstjärnor. Inga underarter finns listade i Catalogue of Life.